# The Chase
The Chase'是一個在ITV播出的英國電視問答節目，由布拉德利·沃爾什主持。參賽者與被稱為 "追逐者 "的專業問答者進行比賽，後者試圖阻止他們贏得現金獎勵。
六名追擊者是馬克·拉貝特、肖恩·華萊士、安妮·賀格爾第、保羅·辛哈、珍妮·瑞安和達拉格·恩尼斯。拉貝特和華萊士從第一系列開始就一直是追捕者，而赫格蒂在第二系列加入，辛哈在第四系列，瑞恩在第九系列，恩尼斯在第十三系列。除了特別節目的罕見例外，任何一集都只有一個追趕者參加。
一個由四名參賽者組成的團隊單獨嘗試積累盡可能多的錢，如果參賽者在追逐過程中倖存下來，這些錢將被添加到獎金中。追逐者必須在追逐過程中試圖抓住每個參賽者，將其從遊戲中淘汰，並防止錢被添加到集體獎金基金中。在個人追逐中，選手必須在更高的報價（離追逐者更近）、他們賺到的錢和更低的報價（離追逐者更遠）之間做出選擇。後來，在最後一輪中，在追逐中倖存下來的選手作為一個團隊集體與追逐者進行比賽，以獲得平等的獎金份額 。
The Chase 擁有300萬到500萬的固定觀眾，是ITV有史以來最成功的日間節目之一。  該節目在國家電視獎上被提名六次，在2016年、2017年和2019年獲獎。  它還被提名2021年英國學院電視獎的首屆最佳日間獎。  此外，《追捕》已成為一個成功的國際特許經營項目：澳大利亞、保加利亞、中國、克羅地亞、塞浦路斯、捷克共和國、愛沙尼亞、芬蘭、德國、希臘、以色列、挪威、俄羅斯、塞爾維亞、斯洛伐克、西班牙、瑞典、土耳其和美國都製作了地區版本。 馬克·拉貝特和安妮·賀格爾第在澳大利亞版本中作為追趕者出現（肖恩-華萊士在2018年作為 "嘉賓追趕者 "出現）。拉貝特在2013-2015年的美國版本中作為唯一的追趕者出現，並從第二季開始加入2021年的美國版本。